# Duesenberg Model SSJ
Nog zeldzamer dan de Model SJ was Duesenbergs Model SSJ. Van deze doorontwikkeling van de Model SJ werden slechts twee exemplaren gemaakt. De bekende Duesenberg Model J had in 1929 een turbolader gekregen waardoor hij meer vermogen kreeg. De cilinderinhoud werd nooit gewijzigd, ook niet voor de Model SSJ. Die ontstond in 1933 toen twee Model SJ's speciale luchtinlaten kregen. Deze motor werd op een korte wielbasis geïnstalleerd en produceerde 400 pk, een verbluffend cijfer voor die tijd. De topsnelheid lag op 258 km/h. De vierversnellingsbak die eerst werd gekoppeld kon dit vermogen niet aan en werd vervangen door een met drie versnellingen. Uiteindelijk bleek het model te moeilijk om onder controle te houden.